# 2022 en droit
Cet article présente les faits marquants de l'année 2022 en droit.

## Événements par mois
- 10 mars : première Journée internationale des femmes juges[1].
- 1er mai, entrée en vigueur en France du Code pénitentiaire

## Événements par nature juridique

### Référendums
- 4 septembre : le projet de Nouvelle Constitution chilienne est rejeté par voie référendaire[2].

### Traités
- 16 mars : la Russie est exclue du Conseil de l'Europe[3].

### Résolutions du Conseil de sécurité des Nations unies
- Liste des résolutions du Conseil de sécurité des Nations unies adoptées en 2022

### Décisions de justice
- 24 juin : Dobbs v. Jackson Women's Health Organization : le droit à l'interruption volontaire de grossesse n'a pas valeur constitutionnelle, aux Etats-Unis, selon la Cour suprême américaine[4].

## Décès
- 12 février : Mireille Delmas-Marty, juriste et universitaire, membre du Collège de France[5]
- 28 septembre : Michel Ameller, fonctionnaire parlementaire, ancien membre du Conseil constitutionnel[6]